# Эскадренные миноносцы типа 1936A(Mob)
Эскадренные миноносцы типа 1936A(Mob) — тип эскадренных миноносцев (нем. zerstorer), состоявший на вооружении Кригсмарине в годы Второй мировой войны. Неофициально относились к типу «Нарвик», как и их предшественники — эсминцы типа 1936A, от которых не имели отличий в отношении вооружения, энергетической установки и размеров, но были заказаны по мобилизационной программе и отличались упрощенной технологией постройки. Всего было построено 7 единиц данного типа. 4 из них (Z-31, Z-32, Z-33, Z-34) построены верфью «Дешимаг» в Бремене, ещё 3 (Z-37, Z-38, Z-39) — на заводе Germaniawerft в Киле.

## Конструкция
Как и на эсминцах типа 1936A вооружение ГК предусматривало носовую двухорудийную башню. При вступлений в строй её получили все эсминцы серии, кроме головного (Z-31), на котором она была установлена лишь в марте 1944.
Из 7 эсминцев серии 1 (Z-32) погиб в ходе боевых действий Второй мировой войны, 2 (Z-37, Z-34) тяжело повреждены и не восстанавливались до конца войны. Уцелевшие корабли передавались по репарациям Великобритании, США и СССР.

## Список эсминцев типа
| Название | Верфь-строитель | Дата закладки | Дата спуска на воду | Дата вступления в состав флота | Дата вывода из состава флота/гибели | Судьба                                                                                   | Ссылки |
| -------- | --------------- | ------------- | ------------------- | ------------------------------ | ----------------------------------- | ---------------------------------------------------------------------------------------- | ------ |
| Z-31     | DeSchiMAG       | 1.9.1940      | 15.5.1941           | 11.4.1942                      | 1945                                | Передан Великобритании в 1945, а затем Франции, где переименован в Marceau               |        |
| Z-32     | DeSchiMAG       | 1.11.1940     | 15.8.1941           | 15.9.1942                      | 24.8.1944                           | Погиб 9.6.1944 в бою с брит. ЭМ «Tartar», «Ashanti» и канад. «Haida», «Huron» у о. Ушант |        |
| Z-33     | DeSchiMAG       | 22.12.1940    | 15.9.1941           | 6.2.1943                       | 1945                                | Передан СССР в 1945                                                                      |        |
| Z-34     | DeSchiMAG       | 15.1.1941     | 5.5.1942            | 5.6.1943                       | 1945                                | Затоплен 26.3.1946                                                                       |        |
| Z-37     | Germaniawerft   | 2.1.1940      | 24.2.1941           | 16.7.1942                      | 20.8.1944                           | Поврежден в результате столкновения с Z-32, выведен из состава флота, взорван в Бордо    |        |
| Z-38     | Germaniawerft   | 15.4.1940     | 5.8.1941            | 20.3.1943                      | 1945                                | Передан Великобритании как «Nonsuch», слом в 1949 г                                      |        |
| Z-39     | Germaniawerft   | 15.8.1940     | 2.12.1941           | 21.8.1943                      | 1945                                | Передан США как DD-939, в 1947 г. продан на запчасти Франции, слом в 1958 г              |        |